# Unicorns of Love
Unicorns of Love (kurz UOL) ist ein im August 2013 gegründetes europäisches E-Sport-Team.
Die Unicorns of Love sind derzeit unter anderem in League of Legends aktiv und spielten bis 2018 in der obersten europäischen Liga, der Europe League Championship Series (kurz: EU LCS). Mit der Neugründung der EU LCS unter der neuen Franchise-Marke LEC (League of Legends European Championship), verlor die Organisation den Startplatz in der höchsten, europäischen Liga für ihr League-of-Legends-Team. Im Mai 2019 gab die Organisation bekannt in Zukunft in der League of Legends Continental League (kurz: LCL) anzutreten, welche sich auf Teilnehmer aus der GUS-Region beschränkt. In Westeuropa spielt aktuell ein separates UOL-Team in der regionalen DACH-Liga Prime League (bis einschließlich 2019 Premier Tour).
Am 14. Juni 2019 wurde die Mobile-Sparte mit inzwischen einem PUBG Mobile Team eröffnet. Weiterhin besteht die Mobile-Sparte aus vier Clash of Clans Teams und seit April 2021 aus einem League of Legends: Wild Rift Team.
Darüber hinaus haben die Unicorns of Love ein deutsches Team im Spiel Counter-Strike: Global Offensive unter Vertrag, das unter anderem in der ersten Division der 99Damage Liga antritt. Das Team konnte die 13. Saison der Liga gewinnen. Ende 2020/Anfang 2021 wurde das Lineup fast vollständig umgestellt.
Weitere Teams stehen in Simracing und eSailing unter Vertrag. Im August 2021 wurde unter Beteiligung der Organisation das größte Gaming-Haus Europas teileröffnet. Mit dem Der ultimative Gaming-Guide veröffentlichte der LoL-Coach des Teams, Fabian Mallant, im Jahr 2022 in Buchform einen E-Sport-Leitfaden.

## Mitglieder League of Legends

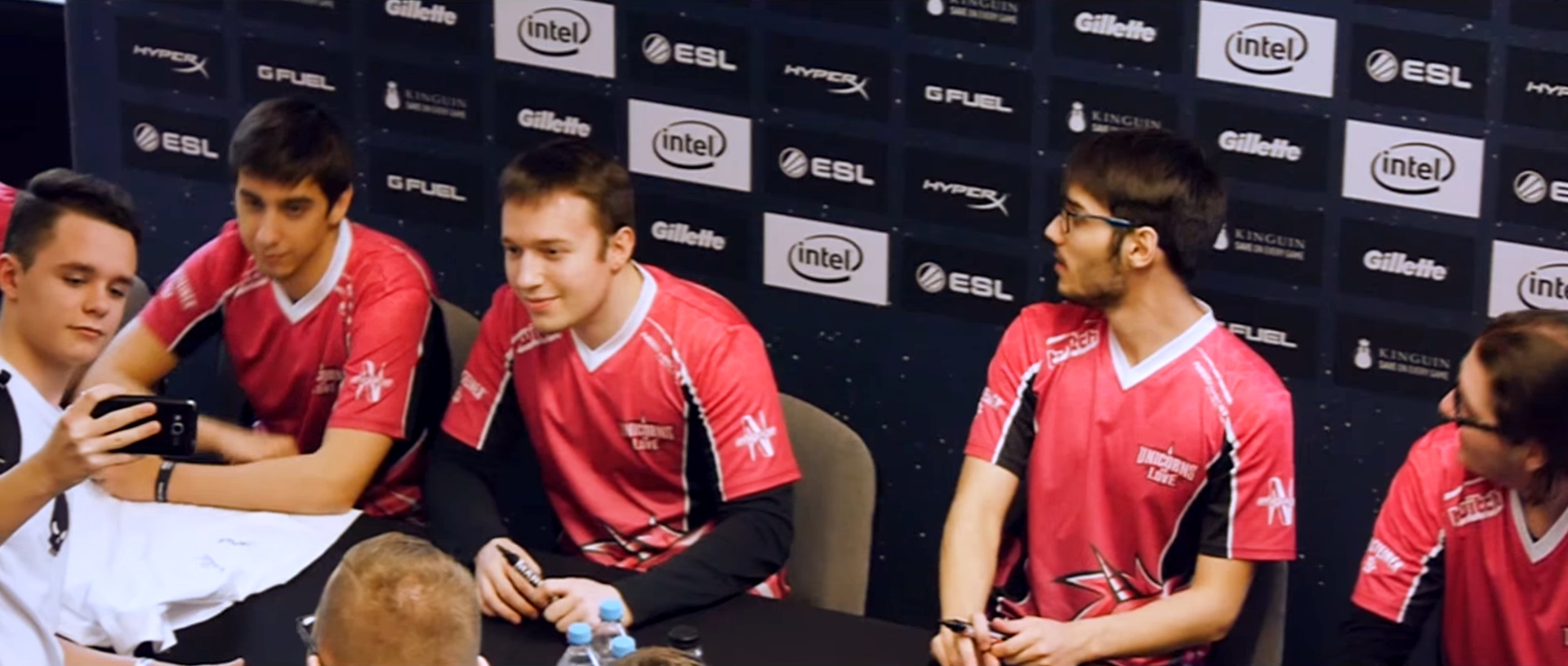
Das UOL LoL-Team beim ESL Intel Extreme Masters in Katowitz 2017

### Ehemalige Mitglieder (Auswahl)
| - Vladislav „BOSS“ Fomin (Top) - Kirill „AHaHaCiK“ Skvortsov (Jungle) - Lev „Nomanz“ Yakshin (Mid) - Andrey „Argonavt“ Yakovlev (ADC) - Aleksandr „SaNTaS“ Lifashin (Support) - Ilya „Gadget“ Makavchuk (ADC) - Zdravets „Hylissang“ Galabov (Support) - Andrei „Xerxe“ Dragomir (Jungle) - Tamás „Vizicsacsi“ Kiss (Top) - Kang „Move“ Min-su (Jungle) - Jean „Loulex“ Burgevin (Jungle) | - Hampus „Fox“ Myhre (Mid) - Pierre „Steeelback“ Medjaldi (ADC) - Rudy „Rudy“ Beltran (Jungle) - Danil „Diamondprox“ Reshetnikov (Jungle) - Edward „Edward“ Abgaryan (Support) - Berk „Gilius“ Demir (Jungle) - Mateusz „Kikis“ Szkudlarek (Jungle) - Cho „H0R0“ Jae-hwan (Jungle) - Tristan „PowerOfEvil“ Schrage (Mid) - Pontus „Vardags“ Dahlblom (ADC) - Kim „Veritas“ Kyoung-min (ADC) |

### Erfolge (Auswahl)
| Datum     | Platz | Turnier                                | Preisgeld   |
| --------- | ----- | -------------------------------------- | ----------- |
| Aug. 2014 | 3.    | EU Challenger Series – Summer Playoffs | 08.000 $    |
| Dez. 2014 | 2.    | IEM Season IX – San Jose               | 11.000 $    |
| Apr. 2015 | 2.    | EU LCS – Spring Playoffs               | 25.000 $    |
| Aug. 2015 | 4.    | EU LCS – Summer Playoffs               | 10.000 $    |
| Nov. 2016 | 1.    | IEM Season XI – Oakland                | 50.000 $    |
| Apr. 2017 | 2.    | EU LCS – Spring Playoffs               | 50.000 $    |
| Aug. 2017 | 6.    | EU LCS - Summer Playoffs               | 10.000 $    |
| Sep. 2019 | 1.    | LCL - Summer Playoffs                  | 2.000.000 ₽ |
| Apr. 2020 | 1.    | LCL - Spring Playoffs                  | 2.000.000 ₽ |
| Aug. 2020 | 1.    | LCL - Summer Playoffs                  | 2.000.000 ₽ |
| Apr. 2021 | 1.    | LCL - Spring Playoffs                  | 2.000.000 ₽ |
| Aug. 2021 | 1.    | LCL - Summer Playoffs                  | 2.000.000 ₽ |

## Mitglieder Counter-Strike: Global Offensive

### Ehemalige Mitglieder (Auswahl)
- Christian "crisby" Schmitt
- Patrick Jan "P4TriCK" Zaremba
- Markus "Anhuin" Paeseler
- Lukas "HadeZ" Meier
- Jordan "Python" Munck-Foehrle
- Jon „JDC“ de Castro
- Oliver „kzy“ Heck